# Iaz (okręg Caraș-Severin)
Iaz – wieś w Rumunii, w okręgu Caraș-Severin, w gminie Obreja. W 2011 roku liczyła 748 mieszkańców. 